# Марціан Неґря
Марціа́н Не́ґря (рум. Marțian Negrea; * 29 січня 1893, Ворумлок, нині жудець Сібіу,— † 13 липня 1973, Букарешт) — румунський композитор, учень Євсевія Мандичевського.
Навчався в Сібіу в композитора Т. Поповича, пізніше (1918—1921) — у Віденській академії музики та сценічного мистецтва, де його вчителями були Е. Том (теорія), вже згаданий Є. Мандичевський (гармонія) та Франц Шмідт (композиція).
Був професором у Клужі та Букарешті. Викладав гармонію, поліфонію та композицію. В Клужській консерваторії працював від 1921 до 1941 року, відтак — у Букарештській (від 1963 на посаді професора-консультанта). 1958 отримав почесне звання заслуженого діяча мистецтв Румунії.
Автор багатьох камерних творів, а також Реквієму (1957, opus 25), Весняної симфонії (1956, opus 23), Концерту для оркестри (1963, opus 28), опери «Рибалка Марін» (1933, opus 12, за новелою Міхаїла Садовяну; прем'єра відбулася 1934 року в Румунській опері в Клужі) тощо, а також педагогічних посібників з музичної теорії.